# Tribo Skate
Tribo Skate é uma revista de skate mensal brasileira publicada pela Norte Marketing Esportivo. Sua primeira edição foi publicada em setembro de 1991.
Ano a ano, o skate brasileiro reconquista seu espaço no Brasil e no exterior. Nossos skatistas dominam a cena internacional acumulando títulos, negociando patrocínios milionários e, em contrapartida gerando demanda para as marcas gringas instalarem-se definitivamente no país do futebol por meio de subsidiárias e licenciamento. O mercado ficou profissional, o skate tornou-se profissional. Mas é um mercado que vende conceito agregado ao produto, tem caráter e estilo o que atrai muito simpatizantes e novos adeptos. O skate passa a ser um dos maiores esportes do Brasil com cerca de 8.499.000 praticantes (Pesquisa Datafolha 2015). Marcas de roupas, tênis, acessórios, equipamentos e demais tendências que englobam o conceito street atualmente são vistas até nas passarelas da alta-costura.
A revista Tribo Skate acompanha esta trajetória desde os anos 1990. Transmite aos leitores conceito, arte, música e toda a diversidade que esta cultura engloba. Uma de suas frases notórias é Skate na Veia!

## Sua trajetória e o mercado do skate

### Anos 1980
Na década de 1980, a revista Overall, publicada pela Editora Trip, era a principal publicação do momento e grande responsável pela divulgação do skate no país. Em 1990, todas as revistas e programas de TV haviam se extinguido com a grande crise econômica gerada pelo Plano Collor, e perderam-se todas as expectativas, ficando o skate brasileiro à deriva.

### Anos 1990
Em 1991, nasce a revista Tribo Skate, publicada inicialmente por outra editora e depois pela independente Editora SNV e fundada pelo editor assistente da extinta Overall - Cesar Gyrão e pelo redator Fabio Bolota. A partir deste período, o skate brasileiro ganha nova fonte de informação, divulgação e esperança de prosperidade para o segmento.

### Anos 2000
No ano 2005, na edição de número 112, sai primeira capa com uma skatista feminina, a Patiane Freitas. Na edição comemorativa aos 13 anos, 120, é publicada a segunda capa com mulheres com Karen Jones que anda na modalidade vertical.

## Público
O leitor da revista é o público skatista e carente por notícias e matérias sobre skate. Porém, na redação, a revista recebe o feedback de pessoas de todos os sexos e idades. No dia-a-dia, a produção é focada para o público skatista, mas aborda também cultura, arte e entretenimento relacionados ao skate.

## A Publicação
- Formato 21 x 28 cm
- Impressão 04 cores
- Acabamento lombada quadrada
- Capa em papel couchê 200g com aplicação de verniz UV
- Miolo em papel couchê 80g
- Periodicidade mensal
- Tiragem 30.000
- Distribuição Fernando Chinaglia